# ICE 3
Les ICE 3 sont des rames automotrices électriques construites par Siemens AG et exploitées par la Deutsche Bahn et la Nederlandse Spoorwegen. Les premières furent mises en service en 2000. Ce sont les trains les plus rapides en Allemagne, avec une vitesse maximale théorique de 330 km/h.
Les numéros de série (403, ou 406) sont les mêmes chez la Deutsche Bahn et chez les Nederlandse Spoorwegen.

## Historique

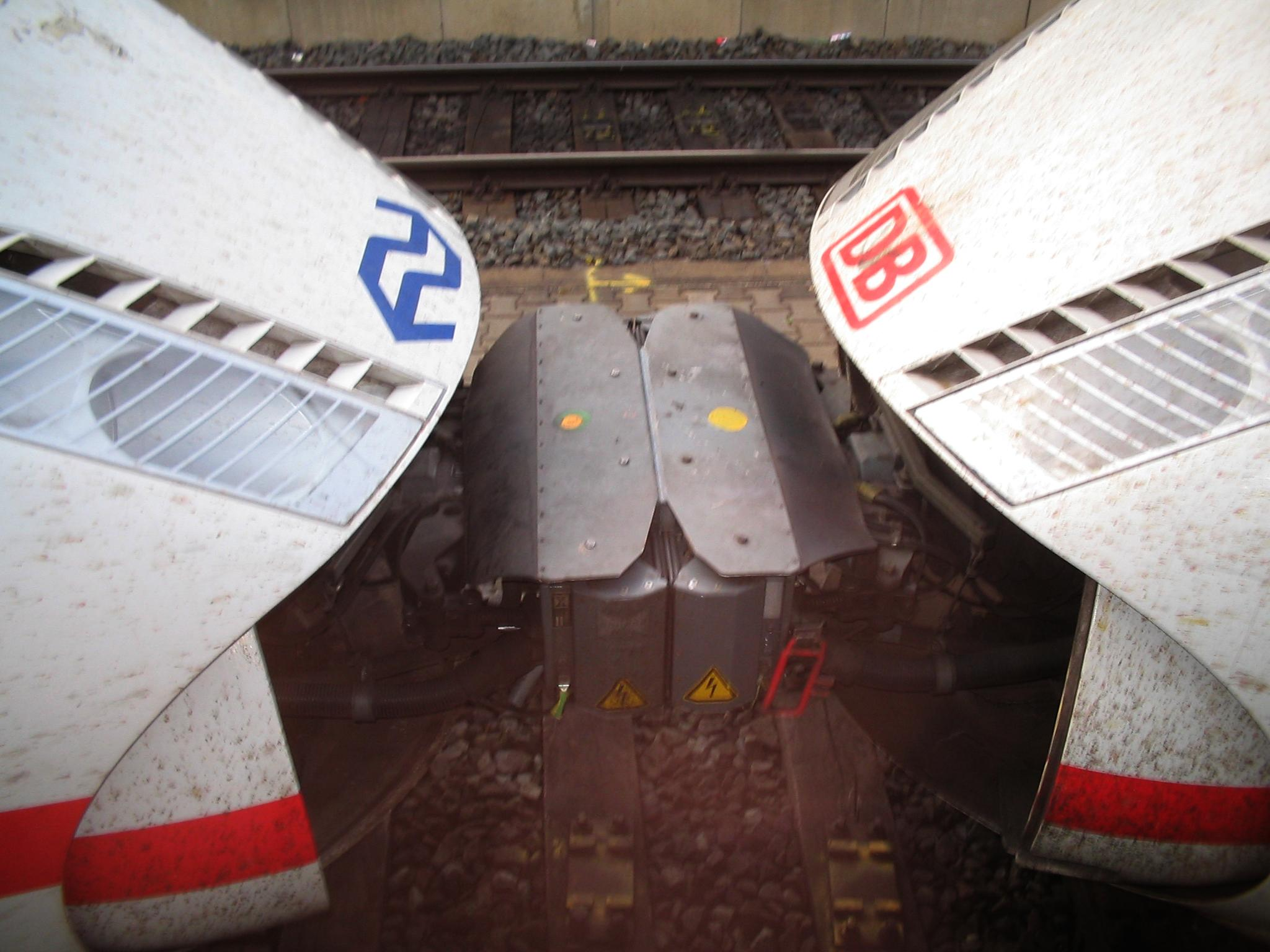
Rames ICE 3M (NS) et ICE 3 (DB) accouplées : le train provenant de Munich, après desserte de Francfort et Cologne, est scindé à Duisbourg, pour desservir au-delà Amsterdam ou Dortmund.

Dès les premiers développements, la DB avait pensé développer une motrice multi-système pour la circulation internationale, au-delà des pays à l'électrification en 15 kV à 16,7 Hz. Étant donné la difficulté d'adapter les voitures trop larges à la circulation en France, par exemple, le développement d'un train entièrement nouveau a été entrepris, pour être conforme aux spécifications techniques d'interopérabilité (TSI) de la Communauté européenne, déjà en cours d'élaboration, le résultat est l'ICE 3.
Le modèle ICE 3 est mis en service en 2000. En 1995, la Deutsche Bahn avait commandé 37 exemplaires de la version monocourant, et 13 rames de la version multi-système ; de son côté la Nederlandse Spoorwegen en avait commandé quatre. La Deutsche Bahn a depuis commandé 13 trains mono-système supplémentaires, livrés entre novembre 2005 et début 2006, soit un total de 50 trains monocourant.
Une expansion de la flotte des ICE 3 est prévu par la DB en collaboration avec Siemens, il s'agit de nouveaux modèles des ICE 3neo qui sont disponibles dès 2022. La compagnie en a commandé 73 d'ici à la fin 2026. Le nouveau modèle possède de nombreuses améliorations par rapport à l'ancien ICE 3. Nous pouvons citer: plus de portes (12 de chaque côté) dont une plus large pour les fauteuils roulants, de nouveaux vitrages adaptés à la réception téléphonique, des prises électriques, des places pour les vélos, une vitesse plus importante de 320 km/h et un train plus long avec possibilité de double traction (UM),.

## Deux versions mono et multicourant
L'ICE-3 existe en deux versions :
- une mono-courant pour 15 kV à 16,7 Hz pour le service en Allemagne ("série 403")
- une version multi-système (ICE 3M, Série 406 ou Série 408) pour le service international et transfrontalier de l'Allemagne avec les Pays-Bas, la Belgique, la France, et la Suisse. Cette version multi-système, nommée ICE-3M, roule avec les quatre alimentations de courant trouvées sur le continent européen : 15 kV à 16,7 Hz (Allemagne, Autriche, Suisse, Suède, Norvège) ; 25 kV à 50 Hz (France, Espagne, Italie, Belgique, Pays-Bas) ; 3 kV Courant Continu (CC) (Belgique, Italie) et 1,5 kV CC (Pays-Bas, Sud de la France et certaines lignes de la région parisienne, Italie). Elle peut également utiliser divers systèmes de contrôle du train.

Ces rames circulent aussi en Espagne auxquels ils sont nommés Renfe série S-103

## Détails techniques
Le gabarit est limité au GB et GC de la fiche 505-1 de l'UIC, les portes sont optimisées pour des quais de 55 et 67 cm au-dessus du rail. La rame (8 voitures) a une longueur de 200 mètres. La motorisation répartie laisse plus de places pour les voyageurs et permet de rester sous le poids maximal de 17 tonnes par essieu. La vitesse maximale (330 km/h) est plus élevée qu'avec les ICE originaux (280 km/h).

## Équipements

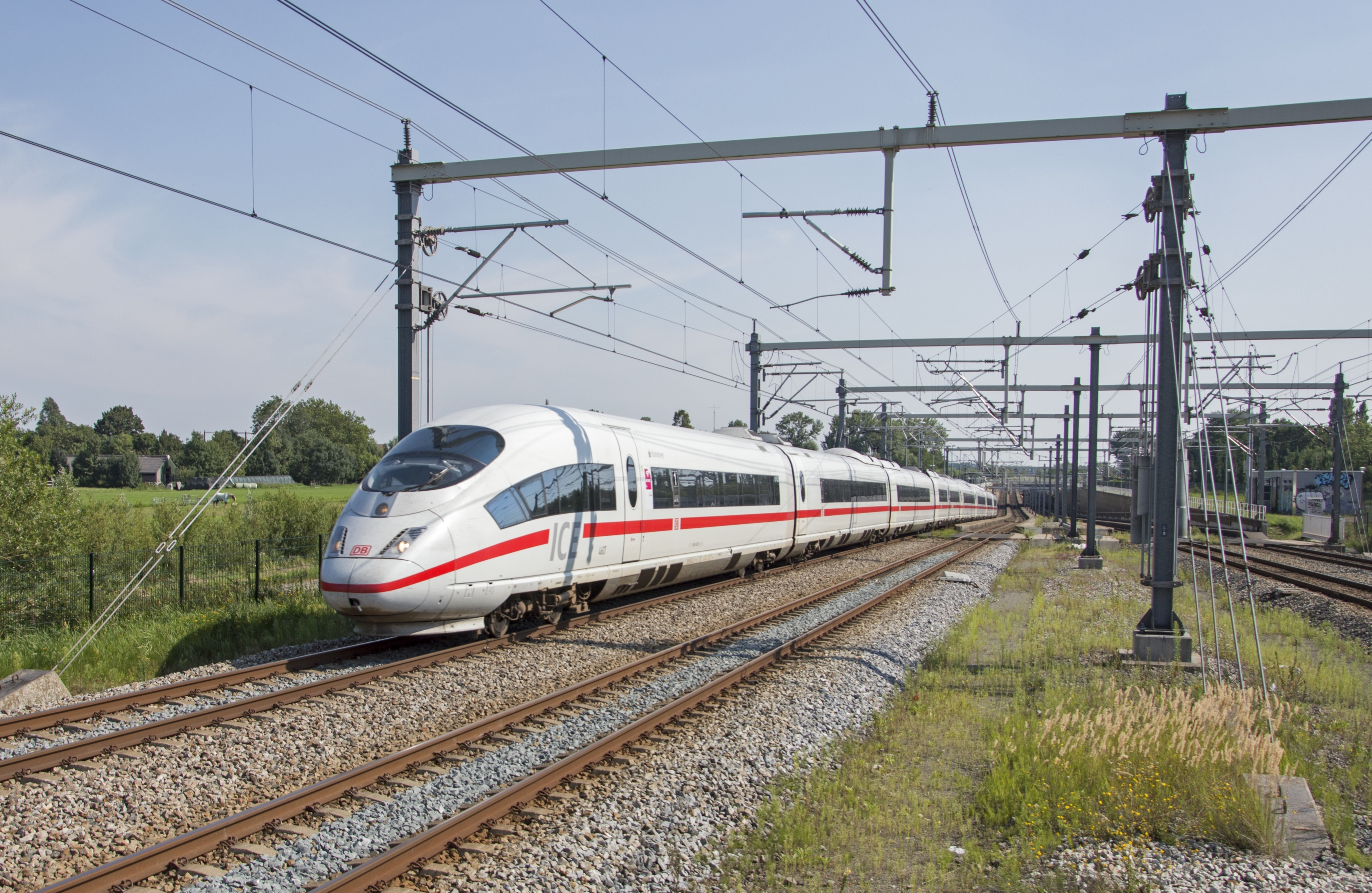
ICE 3 à Abcoude (Pays-Bas).

Les équipements électriques et la motorisation ne sont plus concentrés dans une motrice de tête, mais répartis dans (trois ou) quatre voitures, qui forment ensemble un module de base. Deux modules de base symétriques forment une rame typique (huit voitures), dont la moitié des 32 essieux est motorisée. La voiture pilote avec les deux voitures derrière forme une unité de traction inséparable. 
La deuxième voiture (derrière la voiture pilote), porte le pantographe, et contient le transformateur. Les convertisseurs de courant sont situés en dessous des première et troisième voiture, ils fournissent le courant aux quatre moteurs des quatre essieux de ces voitures. Les bogies des deux autres voitures, non motorisés, contiennent le frein à courant de Foucault. La batterie se trouve en partie basse de la quatrième voiture. 
La version multi-système (Série 406) se distingue par deux pantographes additionnels :
- un sur la quatrième voiture, plus étroit, pour la Suisse et pour les lignes électrifiés en 25 kV à 50 Hz en France et Belgique (le pantographe standard est aussi prévu pour les lignes nouvelles aux Pays Bas)[3];
- un sur la troisième voiture pour le courant continu;
- ainsi que des équipements déplacés dans des armoires au niveau des cabines, diminuant d'autant le nombre de sièges dans ces rames.

## Les compartiments
À chaque extrémité du train se trouve un compartiment pour voyageurs : l'un de première classe, l'autre de seconde classe. De ces deux compartiments, on peut avoir une vue sur la voie, la paroi les séparant du compartiment du conducteur étant transparente. Cependant, dans certaines circonstances, le conducteur peut rendre cette paroi opaque grâce à une commande spéciale. Le train comporte également un compartiment avec une aire de jeux pour enfants.
La compagnie néerlandaise de chemins de fer, Nederlandse Spoorwegen (NS), possède quatre rames ICE 3, avec la même livrée que leurs homologues allemandes excepté le sigle bleu des NS. Elles circulent en pool avec leurs homologues allemandes sur les axes Amsterdam-Cologne-Francfort-Bâle et Amsterdam-Cologne-Francfort-Nuremberg-Munich.

## Rames particulières

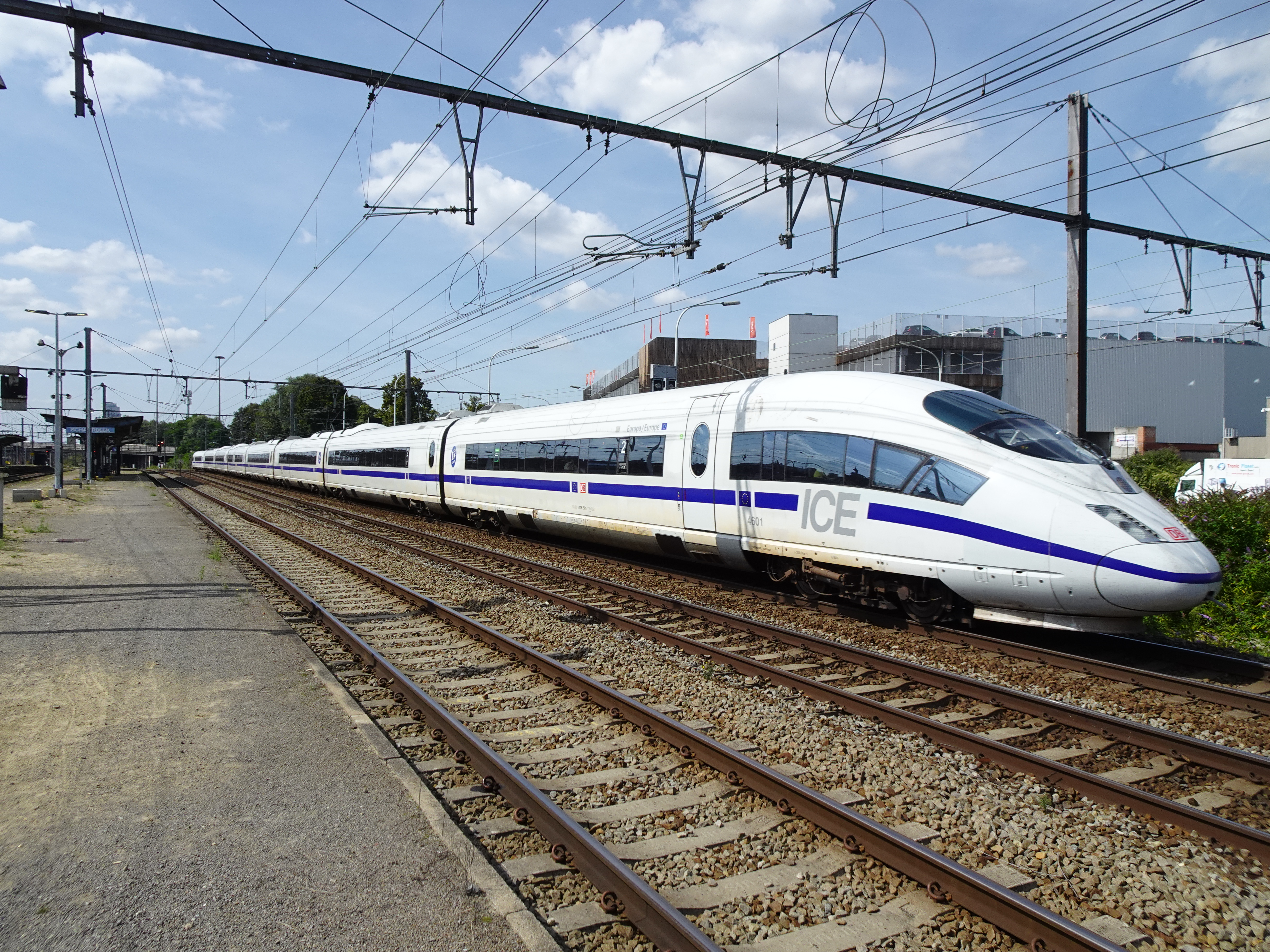
La rame 4601 traversant la gare de Schaerbeek sans s'y arrêter.

La rame ICE-3M 4601, baptisée "Europa / Europe" a été repeinte dans une livrée avec un liseré bleu au lieu du rouge.